# Велика синагога (Тернопіль)
Велика, або стара синагога на Подолі — втрачена молитовна будівля юдейської громади міста Тернополя на Подолі. 
Споруджена в 1662—1668 роках, сильно постраждала в роки Другої світової війни, після чого її руїни були знесені. Розташовувалась трохи вище від сучасного музичного училища, на вулиці Паращука. Тепер на її місці знаходиться приміщення також уже не діючої за призначенням старої котельні, де розташовані склади художньої майстерні (вул. Паращука, 2).

## Історія
Синагога споруджена у 1662—1668 роках на місці попередниці, яка згоріла під час великої пожежі 1623 року. Поєднувала риси готики (стрільчасті віконні арки) та ренесансу (правильна симетрична форма, аттик, прикрашений аркадою з класичними пілястрами).
Художню цінність становило внутрішнє оздоблення божниці. Це були оригінальної форми свічники, які доповнювали ажурне плетиво металевих елементів прикрас, старовинні гапти.
У своєму подорожньому щоденнику за 1672 рік мандрівник Ульріх фон Вердум писав, що такої гарної, збудованої з каменю синагоги він не бачив ніде в Польщі.
Синагога мала не тільки релігійне значення, але також служила фортецею, оскільки місто багато разів зазнавало військових вторгнень.
До Другої світової євреї складали велику частину населення Тернополя (у XVIII—XIX сторіччях складали в місті більшість).

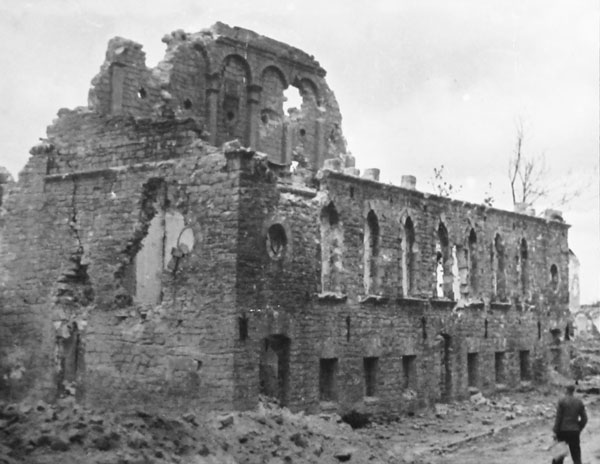
Зруйнована синагога в 1944

Під час Другої світової війни нацисти влаштували в синагозі місце масових тортур над євреями, а потім спалили її. У 1944 році, коли в Тернопіль заходили радянські війська, синагога постраждала від обстрілу.
Після війни залишки стін знесли. На фундаменті синагоги спорудили нову будівлю, в якій розмістилася котельня та художній комбінат. З розміру будівлі, розміщеної на фундаменті синагоги, можна уявити розміри втраченої споруди. З тильної сторони над котельнєю навіть зберегли кругле вікно, таке яке було в синагоги.